# Скојевско насеље
Скојевско насеље је део северне границе Раковице према Чукарици. То насеље је сада улица Луке Војводића.
Има око 2.200 домова и нешто више од 15.000 становника. Недостаје амбуланта.
У насељу има два кошаркашка терена, одбојкашки терен, један тениски, терен за боћање, стони тенис, паркићи, кафићи, вртић и фудбалски терен.
Ту је и кућа Великог брата, познатог спектакла у Србији као и пионирски град и црква Светог Луке
Кроз насеље пролазе аутобуске линије 23, 53, 89, 37, 50 и 57.
Насеље се налази на око 205 метара надморске висине.
Тренутно је у изградњи Ново Скојевско Насеље прекопута Скојевског Насеља.
У близини насеља се налазе Видиковац и Церак Виногради и Кошутњак.